# Andora na Zimowych Igrzyskach Olimpijskich 2002
Andorę na Zimowych Igrzyskach Olimpijskich 2002 reprezentowało troje zawodników.

## Narciarstwo alpejskie
Mężczyźni
| Zawodnik     | Konkurencja       | Konkurencja       | Konkurencja   | Konkurencja   | Konkurencja       | Konkurencja                 | Konkurencja                 | Konkurencja                 |
| Zawodnik     | Slalom gigant     | Slalom gigant     | Slalom gigant | Slalom gigant | Slalom specjalny  | Slalom specjalny            | Slalom specjalny            | Slalom specjalny            |
| Zawodnik     | Czas 1. przejazdu | Czas 2. przejazdu | Czas łączny   | Pozycje       | Czas 1. przejazdu | Czas 2. przejazdu           | Czas łączny                 | Pozycja                     |
| ------------ | ----------------- | ----------------- | ------------- | ------------- | ----------------- | --------------------------- | --------------------------- | --------------------------- |
| Alex Antor   | 1:16,66           | 1:14,73           | 2:31,39       | 36.           | 54,57             | Nie ukończył 2-go przejazdu | Nie ukończył 2-go przejazdu | Nie ukończył 2-go przejazdu |
| Victor Gómez | 1:17,83           | 1:15,50           | 2:53,33       | 39.           |                   |                             |                             |                             |

Kobiety
| Zawodniczka | Konkurencja       | Konkurencja                  | Konkurencja                  | Konkurencja                  | Konkurencja       | Konkurencja       | Konkurencja      | Konkurencja      |
| Zawodniczka | Slalom gigant     | Slalom gigant                | Slalom gigant                | Slalom gigant                | Slalom specjalny  | Slalom specjalny  | Slalom specjalny | Slalom specjalny |
| Zawodniczka | Czas 1. przejazdu | Czas 2. przejazdu            | Czas łączny                  | Pozycja                      | Czas 1. przejazdu | Czas 2. przejazdu | Czas łączny      | Pozycja          |
| ----------- | ----------------- | ---------------------------- | ---------------------------- | ---------------------------- | ----------------- | ----------------- | ---------------- | ---------------- |
| Vicky Grau  | 1:21,24           | Nie ukończyła 2-go przejazdu | Nie ukończyła 2-go przejazdu | Nie ukończyła 2-go przejazdu | 58,13             | 57,03             | 1:55,16          | 24.              |